# Convenção do Partido Republicano no Guam em 2012
A eleição primária do Partido Republicano no Guam em 2012 foi realizada em 10 de março de 2012. Guam possui 9 delegados na Convenção Nacional Republicana.

## Resultados
| Eleição primária do Partido Republicano no Guam em 2012 | Eleição primária do Partido Republicano no Guam em 2012 | Eleição primária do Partido Republicano no Guam em 2012 | Eleição primária do Partido Republicano no Guam em 2012 |
| Candidato                                               | Votos                                                   | Percentagem                                             | Estimativa de delegados nacionais                       |
| ------------------------------------------------------- | ------------------------------------------------------- | ------------------------------------------------------- | ------------------------------------------------------- |
| Newt Gingrich                                           | 0                                                       | 0%                                                      | 0                                                       |
| Ron Paul                                                | 0                                                       | 0%                                                      | 0                                                       |
| Mitt Romney                                             | 207                                                     | 96%                                                     | 9                                                       |
| Rick Santorum                                           | 0                                                       | 0%                                                      | 0                                                       |
| Michele Bachmann                                        | 0                                                       | 0%                                                      | 0                                                       |
| Herman Cain                                             | 0                                                       | 0%                                                      | 0                                                       |
| Jon Huntsman                                            | 0                                                       | 0%                                                      | 0                                                       |
| Gary Johnson                                            | 0                                                       | 0%                                                      | 0                                                       |
| Rick Perry                                              | 0                                                       | 0%                                                      | 0                                                       |
| Totais                                                  |                                                         |                                                         |                                                         |

| Obs: | Desistiu da disputa |